# Marc Gisin
Marc Gisin (Visp, 25 giugno 1988) è un ex sciatore alpino svizzero.
È fratello di Dominique e Michelle, anche loro sciatrici della nazionale svizzera.

## Biografia
Gisin ha disputato la sua prima gara FIS il 27 dicembre 2003 a Sörenberg piazzandosi 71º in slalom speciale; ha esordito in Coppa Europa tre anni dopo, il 19 dicembre 2006 nello slalom speciale di Obereggen che non ha completato, e in Coppa del Mondo il 16 gennaio 2009 a Wengen in supercombinata, giungendo 33º. Il 10 marzo 2009 a Crans-Montana ha colto in discesa libera la sua prima vittoria, nonché primo podio, in Coppa Europa, mentre il 27 novembre 2010 a Lake Louise ha conquistato nella medesima specialità i primi punti in Coppa del Mondo (20º). Nel circuito continentale ha ottenuto l'ultima vittoria il 21 dicembre 2013 a Madonna di Campiglio in discesa libera e l'ultimo podio il 10 dicembre 2015 a Sölden in supergigante (2º).
Ha ottenuto i suoi migliori piazzamenti in Coppa del Mondo, due quinti posti, nella classica discesa libera della Streif di Kitzbühel, il 23 gennaio 2016 e il 20 gennaio 2018; ai successivi XXIII Giochi olimpici invernali di Pyeongchang 2018, sua unica presenza olimpica, si è classificato 21º nella discesa libera. Il 15 dicembre 2018, nel corso della discesa libera della Coppa del Mondo 2019 disputata sulla Saslong in Val Gardena, si è fratturato numerose costole con lesioni polmonari a causa di una rovinosa caduta in piena velocità immediatamente prima del salto che immette sulle "gobbe del cammello"; ha tentato di tornare alle gare nella stagione 2019-2020, ma ha disputato solo le prove cronometrate di alcune discese libere di Coppa del Mondo (l'ultima il 14 gennaio a Wengen): non riuscendo a recuperare pienamente dall'infortunio, ha annunciato il ritiro all'inizio della stagione 2020-2021.

## Palmarès

### Coppa del Mondo
- Miglior piazzamento in classifica generale: 52º nel 2016

### Coppa Europa
- Miglior piazzamento in classifica generale: 3º nel 2010
- 8 podi:
  - 3 vittorie
  - 2 secondi posti
  - 3 terzi posti

#### Coppa Europa - vittorie
| Data             | Località             | Paese    | Specialità |
| ---------------- | -------------------- | -------- | ---------- |
| 10 marzo 2009    | Crans-Montana        | Svizzera | DH         |
| 27 gennaio 2010  | Les Orres            | Francia  | DH         |
| 21 dicembre 2013 | Madonna di Campiglio | Italia   | DH         |

Legenda:

DH = discesa libera

### Campionati svizzeri
- 1 medaglia[4]:
  - 1 bronzo (supercombinata nel 2010)